# لئون بارخوداریان
لوون ولادیمیری بارخوداریان (ارمنی: Լևոն Վլադիմիրի Բարխուդարյան؛ زادهٔ ۴ ژوئن ۱۹۵۸) یک اقتصاددان، دیپلمات و سیاستمداراهل ارمنستان است که از تاریخ ۱۹۹۳ تا تاریخ ۱۹۹۷ در دولت هراند باگراتیان و از تاریخ ۱۹۹۸ تا تاریخ ۱۹۹۹ در دولت آرمن داربینیان سمت وزیر دارایی ارمنستان را برعهده داشت.

## زندگی‌نامه
در ۶ آوریل یا ۴ ژوئن ۱۹۵۸ در ایروان به دنیا آمد و از دانشگاه دولتی اقتصاد ارمنستان فارغ‌التحصیل شد. وی همچنین برنده مدال یادبود نخست‌وزیر ارمنستان شده‌است.

## یادداشت
1. ↑  ՀՀ նախագահի խորհրդական